# Stenostola dubia
Stenostola dubia — вид жесткокрылых из семейства усачей.

## Распространение
Распространён в Европе и России.

## Описание
Жук длиной от 10 до 13 мм

## Развитие
Кормовым растением является грецкий орех (Juglans regia). Личинка развивается в мёртвой древесине и под её корой сваленной сосны, иногда развивается в отмерших частях на живых деревьях.